# Villeneuve-du-Bosc
Pour les articles homonymes, voir Villeneuve.
Villeneuve-du-Bosc est une ancienne commune française du département de l'Ariège, intégrée en 1975 à la commune de Saint-Jean-de-Verges.

## Géographie
La commune est absorbée par Saint-Jean-de-Verges en 1975 avec les hameaux de Bedel, la Borde, Bordenave, Marseillas, Siret…

## Histoire
C'est une petite bastide de défrichement fondée au XIIIe siècle. Comme il advient parfois, le peuplement de la bastide n'est pas un succès, et le village végète sans jamais se développer.
Au début des années 1970, le noyau villageois de la commune se trouve à l'abandon, et une communauté hippie s'y installe pour mener une expérience de « commune libertaire ». 
Le 1er janvier 1975, la commune de Villeneuve-du-Bosc est rattachée à celle de Saint-Jean-de-Verges sous le régime de la fusion simple.

## Démographie
| 1911 | 1921 | 1926 | 1931 | 1936 | 1946 | 1954 | 1962 | 1968 |
| ---- | ---- | ---- | ---- | ---- | ---- | ---- | ---- | ---- |
| 102  | 55   | 54   | 56   | 52   | 58   | 44   | 30   | 28   |